# Bracon semiruber
Bracon semiruber är en stekelart som beskrevs av Gaspard Auguste Brullé 1846. Bracon semiruber ingår i släktet Bracon och familjen bracksteklar. Inga underarter finns listade.